# Ken Kavanagh
Ken Kavanagh (Melbourne, 12 de diciembre de 1923 - Bergamo, 26 de noviembre de 2019) fue un piloto de motociclismo y de automovilismo australiano que compitió en el Campeonato del Mundo de Motociclismo desde 1951 hasta 1960.
En 1952, Kavanagh se convirtió en el primer piloto australiano en ganar un Gran Premio de motociclismo cuando se alzó a los más alto del podio en el Gran Premio del Úlster de 350cc. En 1956, ganó el Junior del TT Isla de Man . Kavanagh hizo una pequeña incursión en la Fórmula 1 al disputar dos carreras en 1958 con su propio Maserati 250F, primero en Mónaco donde no se clasificó, y por último en el Gran Premio de Bélgica, donde se perdió la carrera por rotura de motor en los entrenamientos, después de haberse clasificado en el último puesto. 

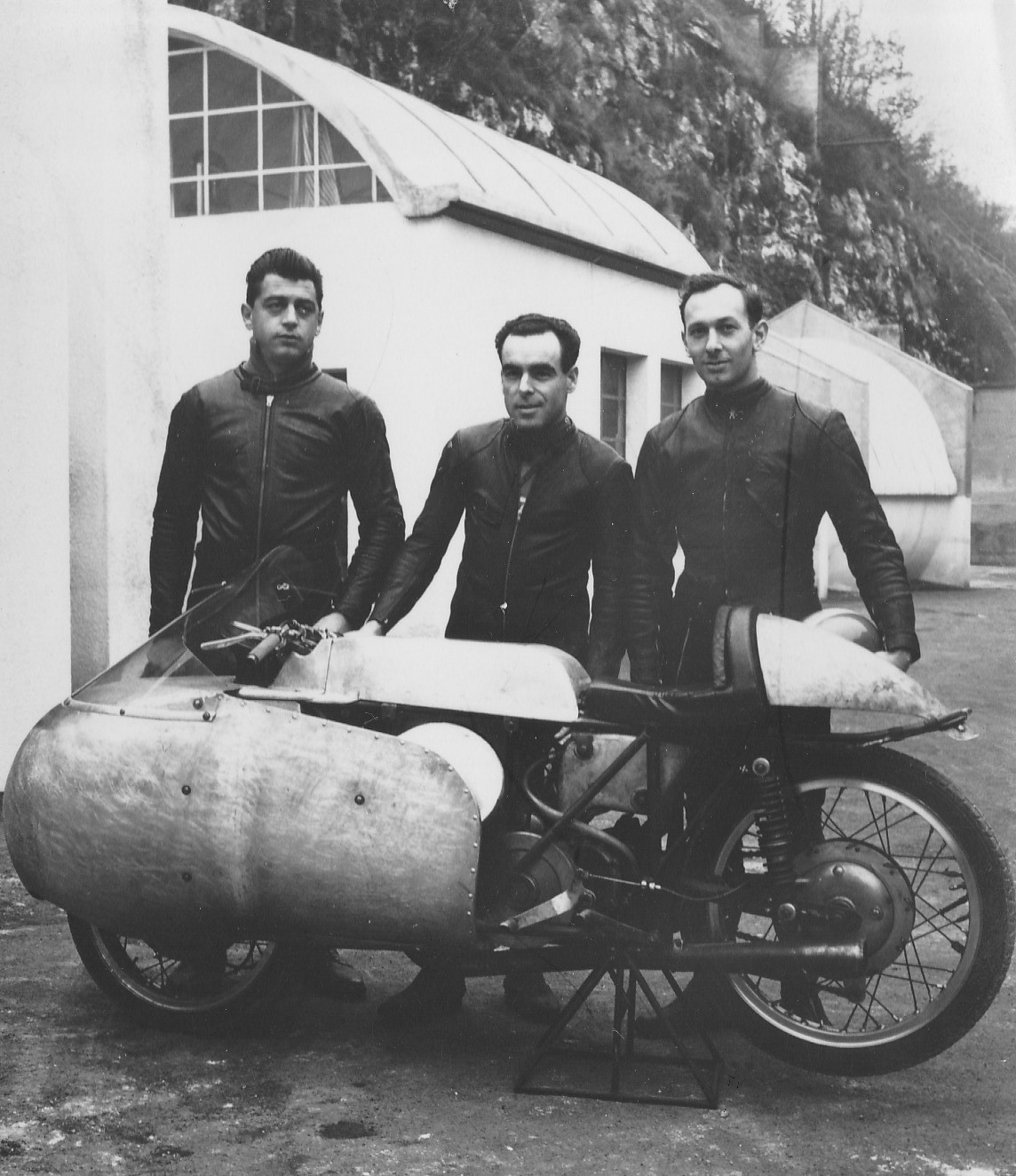
Kavanagh (en el centro) en 1954.

## Resultados

### Campeonato del Mundo de Motociclismo
Sistema de puntuación desde 1950 hasta 1968:
| Posición | 1.º | 2.º | 3.º | 4.º | 5.º | 6.º |
| Puntos   | 8   | 6   | 4   | 3   | 2   | 1   |

Hasta 1955 se contaban los 5 mejores resultados.

#### Carreras por año
(Carreras en negrita indica pole position, carreras en cursiva indica vuelta rápida)
| Año  | Cat.   | Equipo     | 1       | 2       | 3       | 4       | 5       | 6       | 7       | 8       | 9       | Pts. | Pos. |
| ---- | ------ | ---------- | ------- | ------- | ------- | ------- | ------- | ------- | ------- | ------- | ------- | ---- | ---- |
| 1951 | 350 cc | Norton     | ESP -   | SUI -   | IOM Ret | BEL -   | NED 3   | FRA -   | ULS 2   | NAT 2   |         | 16   | 4.º  |
| 1951 | 500 cc | Norton     | ESP -   | SUI -   | IOM Ret | BEL -   | NED -   | FRA -   | ULS 2   | NAT Ret |         | 6    | 9.º  |
| 1952 | 350 cc | Norton     | SUI 7   | IOM Ret | NED 5   | BEL -   | GER 2   | ULS 1   | NAT Ret |         |         | 16   | 5.º  |
| 1952 | 500 cc | Norton     | SUI -   | IOM 32  | NED 3   | BEL -   | GER 2   | ULS Ret | NAT DNS | ESP 3   |         | 14   | 6.º  |
| 1953 | 250 cc | Moto Guzzi | IOM -   | NED -   |         | RFA -   |         | ULS -   | SUI -   | NAT Ret | ESP 2   | 6    | 8.º  |
| 1953 | 350 cc | Norton     | IOM 2   | NED 3   | BEL 5   |         | FRA Ret | ULS -   | SUI 2   | NAT -   | ESP -   | 18   | 4.º  |
| 1953 | 500 cc | Norton     | IOM Ret | NED 3   | BEL 4   |         | FRA 4   | ULS 1   | SUI Ret | NAT -   | ESP Ret | 18   | 3.º  |
| 1954 | 250 cc | Moto Guzzi | FRA -   | IOM Ret | ULS -   |         | NED 4   | GER -   | SUI -   | NAT -   |         | 3    | 13.º |
| 1954 | 350 cc | Moto Guzzi | FRA -   | IOM Ret | ULS -   | BEL 1   | NED -   | GER Ret | SUI 2   | NAT 3   | ESP Ret | 18   | 4.º  |
| 1954 | 500 cc | Moto Guzzi | FRA -   | IOM Ret |         | BEL 2   | NED Ret | GER 4   | SUI Ret | NAT 6   | ESP 2   | 16   | 3.º  |
| 1955 | 350 cc | Moto Guzzi |         | FRA Ret | IOM Ret | GER 5   | BEL Ret | NED 1   | ULS -   | NAT 3   |         | 14   | 4.º  |
| 1955 | 500 cc | Moto Guzzi | ESP Ret | FRA -   | IOM 3   | GER -   | BEL -   | NED -   | ULS -   | NAT -   |         | 4    | 13.º |
| 1956 | 350 cc | Moto Guzzi | IOM 1   | NED 5   | BEL -   | GER Ret | ULS Ret | NAT Ret |         |         |         | 10   | 6.º  |
| 1956 | 500 cc | Moto Guzzi | IOM -   | NED Ret | BEL Ret | GER DNS | ULS -   | NAT -'  |         |         |         | 0    | -    |
| 1959 | 250 cc | Norton     |         | IOM Ret | GER -   | NED 6   | BEL 5   | SWE 5   | ULS 4   | NAT -   |         | 8    | 8.º  |
| 1959 | 350 cc | Norton     | FRA -   | IOM Ret | GER -   |         |         | SWE Ret | ULS -   | NAT -   |         | 0    | -    |
| 1959 | 500 cc | Norton     | FRA -   | IOM -   | GER 4   | NED Ret | BEL Ret |         | ULS -   | NAT -   |         | 3    | 13.º |
| 1960 | 350 cc | Ducati     |         | IOM Ret | NED -   | BEL -   | GER -   | ULS -   | NAT -   |         |         | 0    | -    |
| 1960 | 500 cc | Ducati     | FRA -   | IOM -   | NED -   | BEL -   | GER -   | ULS -   | NAT Ret |         |         | 0    | -    |

### Fórmula 1
(Clave) (negrita indica pole position) (cursiva indica vuelta rápida)

| Año     | Escudería    | 1   | 2       | 3   | 4   | 5       | 6   | 7   | 8   | 9   | 10  | 11  | Pos. | Pts. |
| ------- | ------------ | --- | ------- | --- | --- | ------- | --- | --- | --- | --- | --- | --- | ---- | ---- |
| 1958    | Ken Kavanagh | ARG | MON DNQ | NED | 500 | BEL DNS | FRA | GBR | GER | POR | ITA | MAR | NC   | 0    |
| Fuente: |              |     |         |     |     |         |     |     |     |     |     |     |      |      |